# Galerucella lineola
Galerucella lineola är en skalbaggsart som först beskrevs av Fabricius 1781.  Galerucella lineola ingår i släktet Galerucella, och familjen bladbaggar. Arten är reproducerande i Sverige.

## Bildgalleri

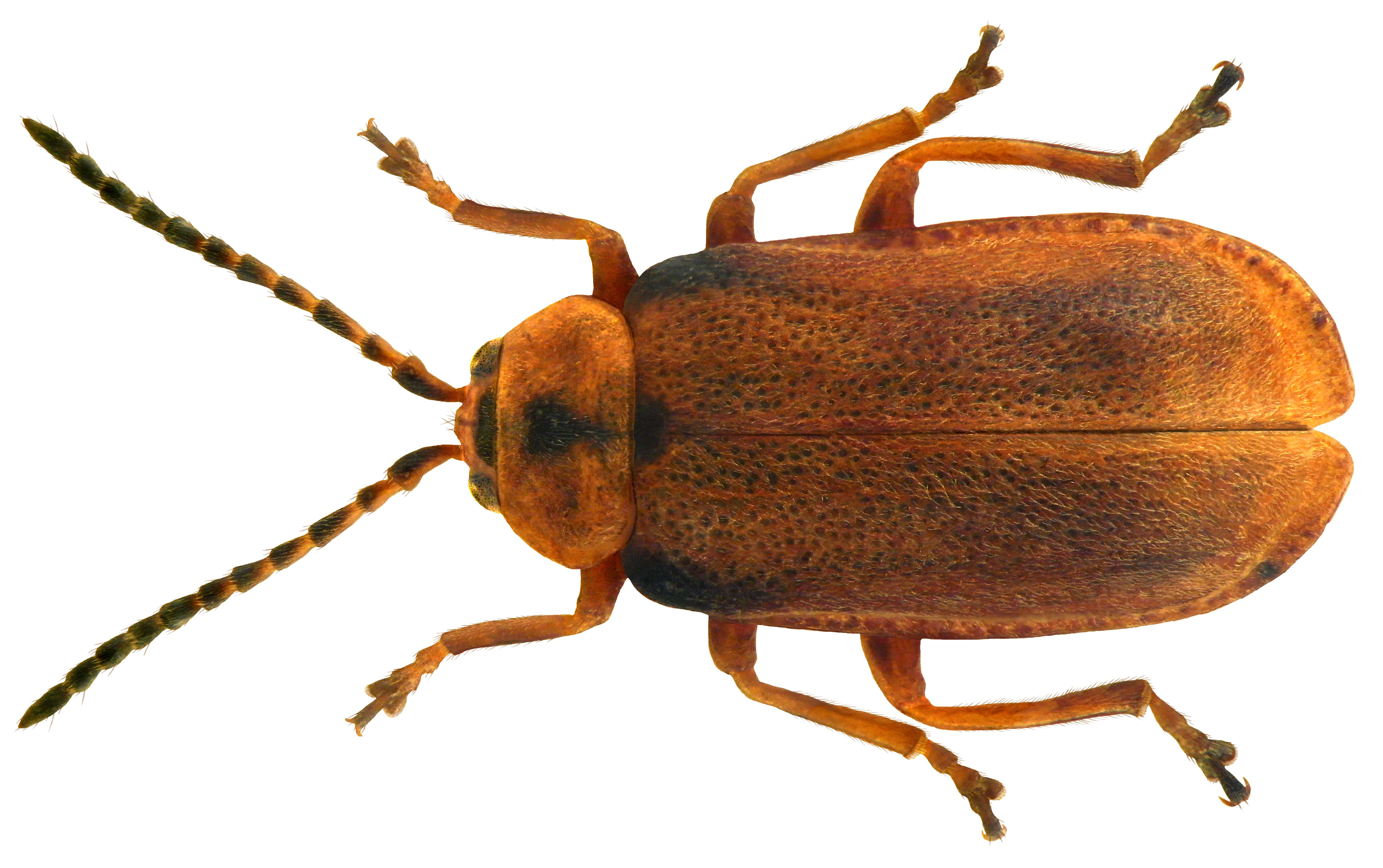
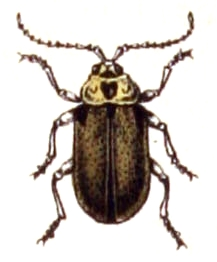
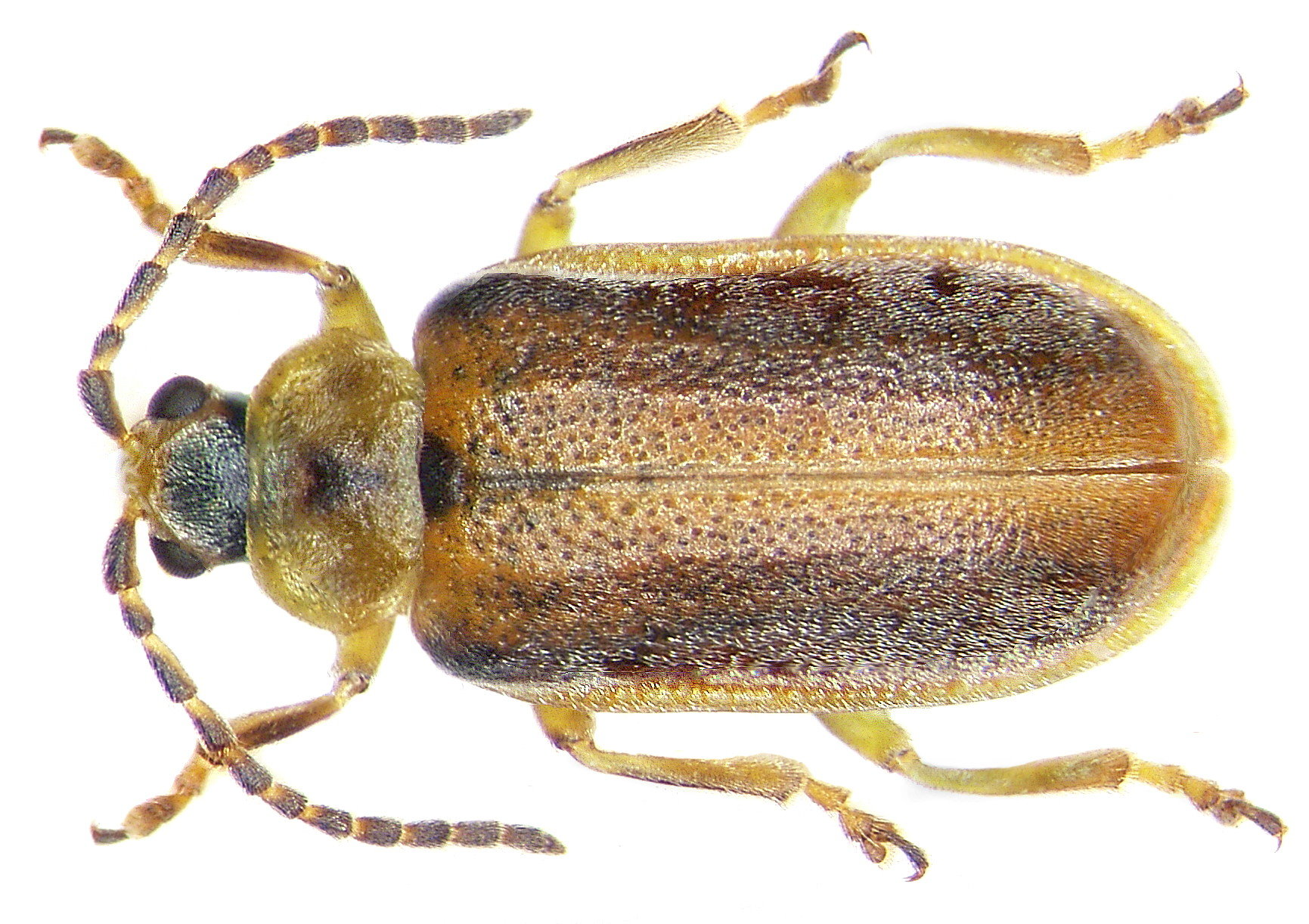